# Шмыри (Смоленская область)
Шмыри — деревня в Руднянском районе Смоленской области России. Входит в состав Кляриновского сельского поселения. Население составляет 74 человека по состоянию на 2007 год.
Расположена в западной части области в 27 км к северо-востоку от Рудни, в 5 км северо-западнее автодороги Р130 Демидов — Рудня, на берегу реки Черебесна. В 33 км южнее деревни расположена железнодорожная станция Плоская на линии Смоленск — Витебск.

## История
В годы Великой Отечественной войны деревня была оккупирована гитлеровскими войсками в июле 1941 года, освобождена в октябре 1943 года.